# Artemisia hippolyti
Artemisia hippolyti là một loài thực vật có hoa trong họ Cúc. Loài này được Butkov mô tả khoa học đầu tiên năm 1941.